# Благой Димитров
Благой (Вангел) (Поп) Димитров Хаджиев или Хадживасилев е български просветен деец от късното Българско възраждане в Македония.

## Биография
Благой Димитров е роден на 27 март 1859 година (стар стил) в голямата кайлярска паланка Емборе, тогава в Османската империя, днес Емборио, Гърция, в семейството на българския екзархийски учител и свещеник Димитър Хаджиев (Хадживасилев). Златко Каратанасов, учител в Емборе от 1884 – 1887 г., нарича поп Димитър
| „ | достоен работник за българщината в Кайлярско, [който] се радваше на почит и уважение из кайлярските български села. | “ |

Поп Димитър е убит от гърци в хан в Кожани. Братята на Благой Кръстю и Филип завършват Солунската българска гимназия, а Атанас помага на баща им. Благой Димитров учи в родното си село, първоначално в гръцко училище, а от 1868 година в новоотвореното българско. После учи в Цариград. Завършва гимназия в Пловдив. В 1888 година завършва Физико-математическия факултет на Императорския новорусийски университет в Одеса със степен кандидат. От 1877 година учителства в Цариград, после в Солун. В 1885 година взима участие в избухналата Сръбско-българска война с Ученическия легион. В Солунската българска мъжка гимназия и в открития по-късно педагогически курс преподава математика, физика и космография (1883 – 1884, 1888 – 1897). Диригент е на ученическия хор (1883 – 1884). Взима участие в освободителните борби и заподозрян от властите в 1897 година емигрира в България. Учителства в Първа софийска мъжка гимназия. Член е на Македонския научен институт. Автор е на учебници по математика и на първата българска шахматна книга, брошурата „Шахматна логика“ (1911).
През Балканската война в 1912 година родната къща на Благой Димитров е нападната от андартска чета. Братът на Благой Кръстю (Ставри) извежда семейството си и заедно с тъст си Кръстю (Къци) Врингов и Козма Стойчев отбранява дома като тримата загиват в запалената къща. На 23 април 1913 година, в навечерието на Междусъюзническата война, Благой Димитров заедно с още 13 души от тези околии подписва „Мемоар от костурско-леринско-кайлярската емиграция в София“, в който се твърди, че Македония е българска област и се настоява за пръсъединяване на Костурско, Леринско и Кайлярско към България. В „Мемоара“ се казва:
| „ | Ако Крит с цената на своите епически борби, си извоюва отдавна правото да бъде неразделна част от гръцкото отечество и Гърция никога и за нищо не би се отрекла от него, то нашият роден край е запачетал своето единство с България чрез страданията и сълзите на едно измъчено население, члез кръвта на хиляди, пролята в името на българската национална идея. И днес, когато българското племе даде нови, скъпи жертви за съкрушение на вековния общ враг на балканските народи, България има повелителен дълг да събере всички български земи, да се пожертвува нито един кът от тях, толкоз повече от ония, които през толкоз изпитания високо са държали знамето на народния идеал. | “ |

След Първата световна война активно участва в дейността на Съюза на македонските емигрантски организации в България. Като делегат от Кайлярското братство участва в обединителния конгрес на Македонската федеративна организация и Съюза на македонските емигрантски организации от януари 1923 година. В 1928, 1931 и 1932 година е избран в Националния комитет на македонските братства. През септември 1934 година като представител на Кайлярското македонско братство подписва протестен протокол срещу Деветнадесетомайския преврат. В 1941 година Димитров е председател на Емборското благотворително братство. Умира в 1944 година в София.

## Семейство
Син на Благой Димитров е юристът Манчо Димитров, адвокат, съдия в Апелативния съд, убит от Лев Главинчев около 20 септември 1944 година. Друг негов син е Стефан Димитров – директор на Плевенската гимназия и на Първа мъжка и Първа девическа гимназия в София в периода 1933 – 1944 г.
|  |  |  |  |  |  |  |  |  |  |                |                |                |                |                |                |  |  |                               |                               |                               |                               | Димитър Хадживасилев          |                               |  |  |                                   |                                   |                                   |                                   |                                   |                                   |  |  |                             |                             |                             |                             |                             |                             |  |  |  |  |  |  |  |  |
|  |  |  |  |  |  |  |  |  |  |                |                |                |                |                |                |  |  |                               |                               |                               |                               |                               |                               |  |  |                                   |                                   |                                   |                                   |                                   |                                   |  |  |                             |                             |                             |                             |                             |                             |  |  |  |  |  |  |  |  |
|  |  |  |  |  |  |  |  |  |  |                |                |                |                |                |                |  |  |                               |                               |                               |                               |                               |                               |  |  |                                   |                                   |                                   |                                   |                                   |                                   |  |  |                             |                             |                             |                             |                             |                             |  |  |  |  |  |  |  |  |
|  |  |  |  |  |  |  |  |  |  | Филип Димитров | Филип Димитров | Филип Димитров | Филип Димитров | Филип Димитров | Филип Димитров |  |  | Благой Димитров (1859 – 1944) | Благой Димитров (1859 – 1944) | Благой Димитров (1859 – 1944) | Благой Димитров (1859 – 1944) | Благой Димитров (1859 – 1944) | Благой Димитров (1859 – 1944) |  |  | Дота Димитрова                    | Дота Димитрова                    | Дота Димитрова                    | Дота Димитрова                    | Дота Димитрова                    | Дота Димитрова                    |  |  | Кръстьо Димитров (? – 1912) | Кръстьо Димитров (? – 1912) | Кръстьо Димитров (? – 1912) | Кръстьо Димитров (? – 1912) | Кръстьо Димитров (? – 1912) | Кръстьо Димитров (? – 1912) |  |  |  |  |  |  |  |  |
|  |  |  |  |  |  |  |  |  |  | Филип Димитров | Филип Димитров | Филип Димитров | Филип Димитров | Филип Димитров | Филип Димитров |  |  | Благой Димитров (1859 – 1944) | Благой Димитров (1859 – 1944) | Благой Димитров (1859 – 1944) | Благой Димитров (1859 – 1944) | Благой Димитров (1859 – 1944) | Благой Димитров (1859 – 1944) |  |  | Дота Димитрова                    | Дота Димитрова                    | Дота Димитрова                    | Дота Димитрова                    | Дота Димитрова                    | Дота Димитрова                    |  |  | Кръстьо Димитров (? – 1912) | Кръстьо Димитров (? – 1912) | Кръстьо Димитров (? – 1912) | Кръстьо Димитров (? – 1912) | Кръстьо Димитров (? – 1912) | Кръстьо Димитров (? – 1912) |  |  |  |  |  |  |  |  |
|  |  |  |  |  |  |  |  |  |  |                |                |                |                |                |                |  |  |                               |                               |                               |                               |                               |                               |  |  |                                   |                                   |                                   |                                   |                                   |                                   |  |  |                             |                             |                             |                             |                             |                             |  |  |  |  |  |  |  |  |
|  |  |  |  |  |  |  |  |  |  |                |                |                |                |                |                |  |  |                               |                               |                               |                               |                               |                               |  |  |                                   |                                   |                                   |                                   |                                   |                                   |  |  |                             |                             |                             |                             |                             |                             |  |  |  |  |  |  |  |  |
|  |  |  |  |  |  |  |  |  |  |                |                |                |                |                |                |  |  | Стефан Димитров (1893 – 1958) | Стефан Димитров (1893 – 1958) | Стефан Димитров (1893 – 1958) | Стефан Димитров (1893 – 1958) | Стефан Димитров (1893 – 1958) | Стефан Димитров (1893 – 1958) |  |  | Емануил Попдимитров (1894 – 1944) | Емануил Попдимитров (1894 – 1944) | Емануил Попдимитров (1894 – 1944) | Емануил Попдимитров (1894 – 1944) | Емануил Попдимитров (1894 – 1944) | Емануил Попдимитров (1894 – 1944) |  |  |                             |                             |                             |                             |                             |                             |  |  |  |  |  |  |  |  |